# Wit Kasteel (Aalbeke)

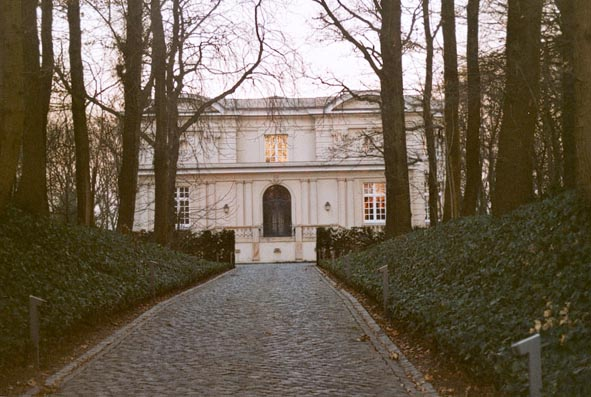
Het landhuis

Het Wit Kasteel (ook: Château de Bourbon of Château Desurmont) is een kasteeltje in de tot de West-Vlaamse gemeente Kortrijk behorende plaats Aalbeke, gelegen aan de Risquons-Toutstraat 37.
Het kasteeltje is opgetrokken in 1905 en het zou geïnspireerd zijn op het Klein Trianon te Versailles. De ingang van het kasteeltje wordt geflankeerd door twee risalieten, elk gesierd met een gebogen fronton.
Het kasteeltje is toegankelijk via een gekasseide dreef.